# 台灣杉三號

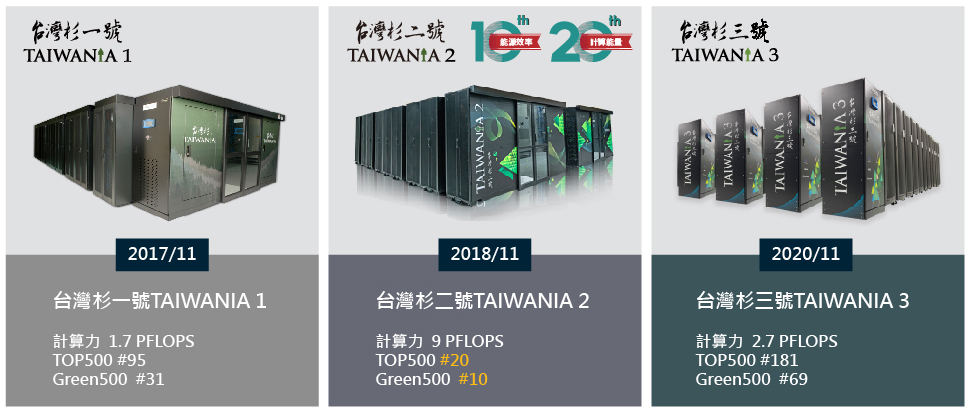
描述 Taiwania 系列 NCHC 的图像文件

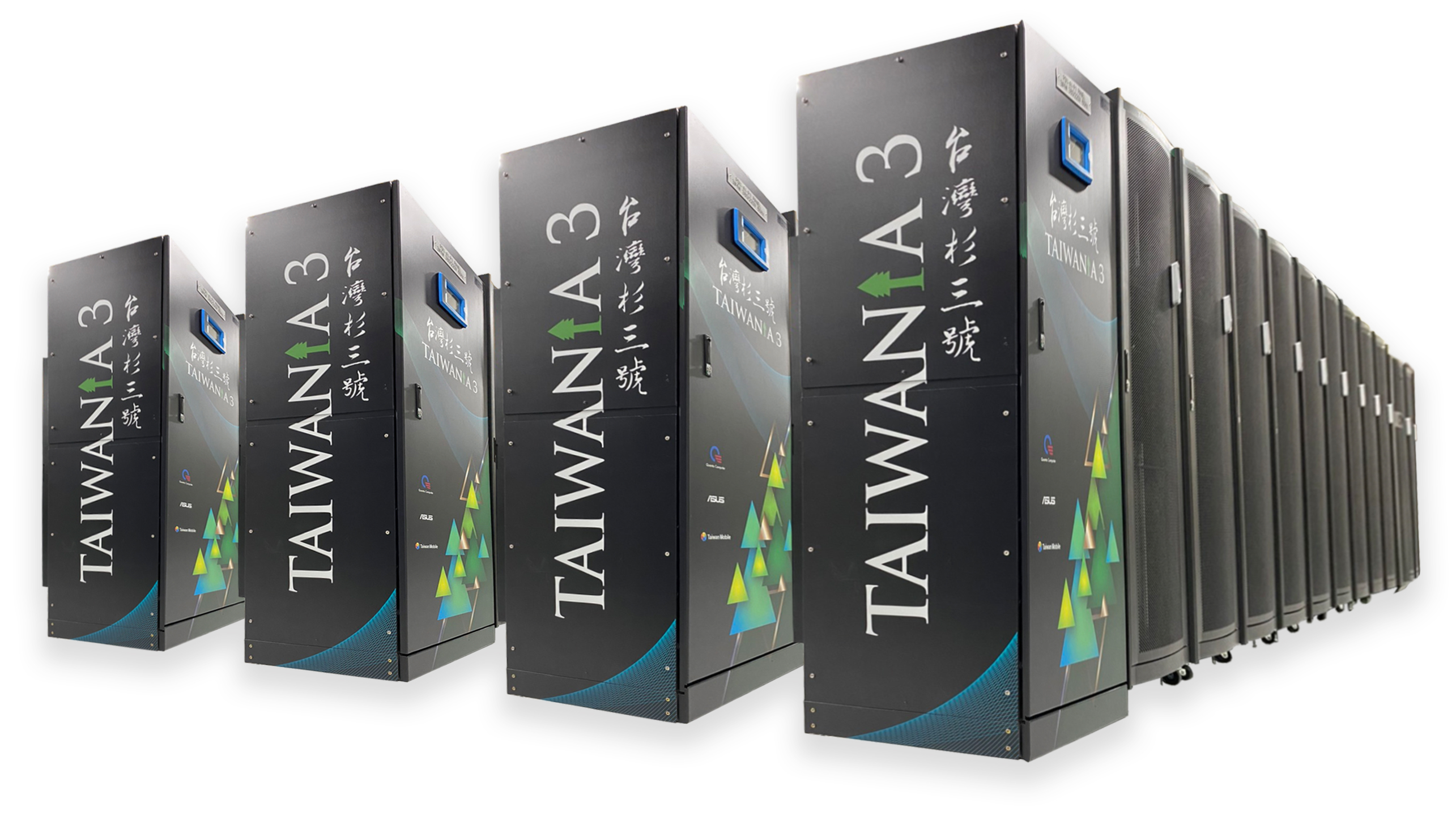
此图为台湾NARLabs 拍摄的 Taiwania 3

台灣杉三號（英語：Taiwania 3）是台湾自行獨立制造的超级计算机之一，位於國家實驗研究院的國家高速網路與計算中心（NCHC） ，是 Taiwania 系列的第三台超级计算机。它內部总計含有 50,400 核心包含在 900 个节点之中，用 Intel Xeon Platinum 8280 2.4 GHz CPU (28 Cores / CPU )  并使用 CentOS 作为操作系统。它是超级计算机的大眾使用版本，民眾得以在申請後計價使用。在获得台湾國家高速網路與計算中心的许可后，目前开放给科学家和更多人进行特定的合法研究。它使用 CentOS x86_64 7.8 作为作業系統，使用Slurm工作调度工具作为工作流管理器，以确保更好的性能和更低的成本。此機器使用 InfiniBand HDR100 100 Gbit/s 高速光纖進行连接，以确保超级计算机得以發揮更好的性能。他的每節點内存容量为 1,924 GB。每個節點目前有两个 Intel Xeon 白金 8280 2.4 GHz CPU 於每个节点内（28 核/ CPU ）。整體整合完的计算能力为 2.7 PFLOPS。由于 COVID-19 带来的急迫的高度運算需要，它于 2020 年 11 月提前投入正式使用。它日前在 2021 年 6 月的TOP500名单中排名第 227 位，在全球超級電腦绿色 500 名的名单中排名第 80 位。它由台灣广达电脑公司、台湾固网和华硕云聯合於台灣本地制造。

## 能力和规格
这台超级计算机的 R 最大值为 2297.6 TFLOPS，R 峰值为 4,354.6 TFLOPS，Nmax 为 4,354,560，成本为 563.85 千瓦。外壳主要由华硕云端服務设计制造，拥有超级计算机機房和存储设备外壳的建造经验；硬體由主要生产服务器的广达电脑提供。
下面列出了硬件详细信息（所有数据均根据 TOP500和 NCHC）：
- OS：CentOS x86_64 7.8[25]
- Queuing system：Slurm Workload Manager[26]
- Compiler：适用于 Fortran 和 C++ Linux 2020 更新 4 的Intel Parallel Studio XE Composer 版
- 数学資料库：适用于Linux 2020 更新 4 的Intel 数学内核库
- MPI：适用于 Linux 2019 更新 9 的Intel  MPI 库

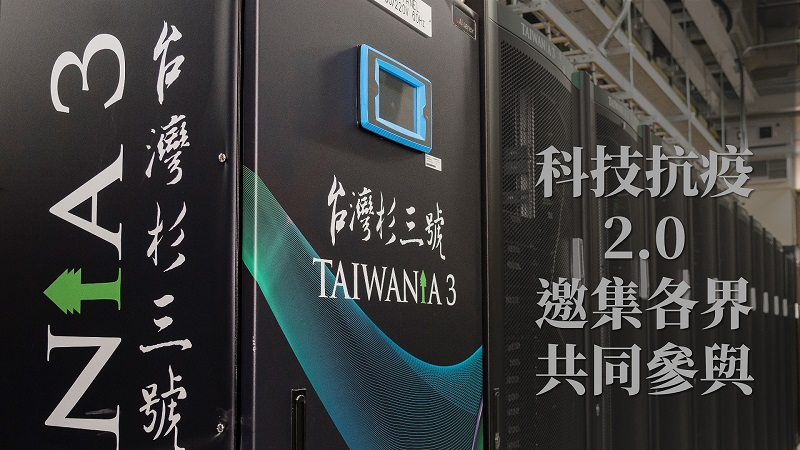
台湾Taiwania 3加入Tech V 2.0

### 硬件
- CPU：Intel Xeon Platinum 8280 2.4 GHz CPU （28 核/ CPU ）[27][28]
- Main Memory：192GB/节点（共172800GB）
- Network interface：NVIDIA Mellanox InfiniBand HDR100[29][30]

硬件基本使用：QuantaPlex T42D-2U（4节点）密集内存多节点计算服务器
- 廣達電腦制造。[31]
- 工作温度：5 °C 至 35 ℃（41 °F 至 95 °F)
- 工作相对湿度：20% 至 85% RH。
- 每个节点有两个处理器。[31]
- 上面提到的 Intel Xeon CPU 和内存都在里面。

### 速度
速度详情如下。
- R峰值：4354.6 Tera FLOPS
- R實際最大值：2297.6 Tera FLOPS

## 可访问性

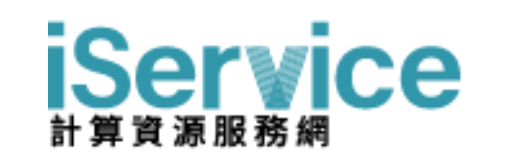
iService 的标志

Taiwania 系列一直以来都可以通过 iService 访问，并根据他们要求的时间和 CPU 和 GPU 付费。

### 涉及电影
Seqalu 电影是与台湾國網提供的服务TWCC合作拍摄的。 TWCC 包含了Taiwania超级计算机系列提供的超級模擬计算资源。 Taiwania 3 是该片的资源提供者之一。台湾國家高速網路與計算中心的程序员设计了用于模拟箭和枪射击的算法。

### 生物学和药物
Taiwania 3 是一台旨在帮助生物医学发展的超级计算机。Taiwania 3 超级计算机旨在帮助科学家找到应对 COVID-19 大流行的解决方案。它还与台湾生物实验室及其数据库相连。实验室必须达到一定的標準限制才能與這個超級電腦資料處理系统建立联系。

## 历史

### 2019
2019 年，NCHC 启动 Taiwania 3 建设项目。

### 2020
- 2020 年 11 月
Taiwania 3 超级计算机由 NCHC 正式推出。[20][39][40]
- 2020 年 11 月
Taiwania 3 超级计算机加入 COVID-19 研究。[41][20][39][42]

### 2021
- 2021 年 5 月
台湾开始爆发 COVID-19。[43]
- 2021 年 6 月
Taiwania 3 正式启动。
- 2021 年 7 月 3 日
Tech V2.0 冠状病毒合作研究計畫项目的最后注册日期。[44][45]
请注意，截止日期已移至 8/31。[46]
- 2021 年 9 月
宣布合作拍摄斯卡羅。[47][43]

## 建構之架構設計
Taiwania 3 Supercomputer 是一款基于 CPU 的超级计算机，拥有约五万颗 Intel Xeon CPU 内核。这台超级计算机使用 Linux 作为操作系统，就像任何其他TOP500超级计算机一样。

### 与其他台湾超级计算机的比较
Taiwania 系列是 21 世纪台湾制造的超级计算机家族。
台灣杉二號超级计算机，也是台湾國家高速網路與計算中心制造的 GPU 机器，具有 9 Peta FLOPS 的能力，比 Taiwania 3 的 2.2 ~ 2.7 Peta FLOPS 高近 4 倍（主要使用 CPU，就像 Taiwania 1一样）。台灣杉 2 和 3 的主要区别在于主要的计算器和目标。Taiwania 2 是GPU机器学习使用的超级计算机，而 Taiwania 3 是用于一般科学研究的CPU计算设备。他们從底質上的設計和需求都非常不同。
与 Taiwania 2相比，Taiwania 3 与 Taiwania 1 超级计算机更加相似。它们都使用CPU架构，并且都对公众更加开放（2021 年 8 月）。这两台超级计算机都使用 Intel CPU 来执行计算。它们的主要区别在于两台超级计算机的容量和晶片與處理器的世代。这三台超级计算机目前都是 iService 系统的一部分，也是 TWCC 计算系统之主體。
Taiwania 3 是台湾制造的 CPU 超级计算机。根据台湾國家高速網路與計算中心的数据，它的总運算容量为 2.2 Peta FLOPS 。它是 21 世纪的 HPC，这意味着它使用“多任务处理”的架構来执行高性能计算。除了使用 NVIDIA GPU 来提升容量之外，该系统还使用 Intel Xeon CPU 进行计算，使其更接近于我们的日常生活编程（但仍然有点兒不同）。由于使用CPU，机器学习的整体運算能力不如 NVIDIA GPU 机器学习系统。